# Byuravan
Byuravan là một đô thị thuộc tỉnh Ararat, Armenia. Dân số ước tính năm 2011 là 1443 người. Đô thị này thuộc vùng đô thị Yerevan.